# Sprawiedliwi (serial telewizyjny 2009)
Sprawiedliwi (o roboczym tytule ...ten ratuje cały świat, 2009) – polski serial wojenny w reżyserii Waldemara Krzystka emitowany od 11 kwietnia do 23 maja 2010 na antenie TVP1.

## Fabuła
Akcja dzieje się w dwóch planach czasowych. W pierwszym, w czasie II wojny światowej, młode małżeństwo – Basia i Stefan – ryzykując życiem, pomagają Żydom.
Drugi plan rozgrywa się współcześnie – Barbara przygotowuje się do wyjazdu do Jerozolimy, by odebrać medal „Sprawiedliwy wśród Narodów Świata”, gdyż w czasie wojny uratowała z zagłady kilkanaścioro żydowskich dzieci.

## Obsada
| Aktor                       | Bohater                             | Czas              |
| --------------------------- | ----------------------------------- | ----------------- |
| Marta Chodorowska           | Basia Kowalska                      | w czasie wojny    |
| Zofia Tomaszewska–Charewicz | Basia Kowalska                      | w teraźniejszości |
| Wojciech Solarz             | Stefan Kowalski                     | w czasie wojny    |
| Jan Englert                 | Kaniewski                           | w czasie wojny    |
| Michał Żurawski             | Henryk Lajtner                      | w czasie wojny    |
| Anna Dereszowska            | Ina Paloma                          | w czasie wojny    |
| Jakub Mazurek               | Zygmunt                             | w czasie wojny    |
| Borys Szyc                  | dr Herman Ulbricht                  | w czasie wojny    |
| Michał Parafiniuk           | Jakub Kohhn                         | w czasie wojny    |
| Wojciech Pszoniak           | Jakub Kohhn                         | w teraźniejszości |
| Cezary Morawski             | Ignacy Kowalski (ojciec Stefana)    | w czasie wojny    |
| Katarzyna Gniewkowska       | Kowalska, matka Stefana             | w czasie wojny    |
| Krzysztof Stroiński         | Marcin Kowalski                     | w teraźniejszości |
| Małgorzata Buczkowska       | Bogna Kowalska                      | w teraźniejszości |
| Sambor Czarnota             | Maurycy Kohn                        | w czasie wojny    |
| Andrzej Blumenfeld          | Mecenas Kohn                        | w czasie wojny    |
| Piotr Grabowski             | dr Jacek Potocki (narzeczony Bogny) | w teraźniejszości |
| Piotr Żurawski              | sekretarz, konsul Izraela           | w teraźniejszości |

i inni.
W serialu gościnnie wystąpiła Iwona Kutyna jako prezenterka TV  (odc. 7) .

## Spis odcinków
| Lp. | Data premiery    | Tytuł                       | Czas i miejsce akcji                   |
| --- | ---------------- | --------------------------- | -------------------------------------- |
| 1   | 11 kwietnia 2010 | Plac Napoleona              | Warszawa – 1939, Łódź – 70 lat później |
| 2   | 18 kwietnia 2010 | Kara śmierci                | Warszawa / Tworki – 19––, Łódź         |
| 3   | 25 kwietnia 2010 | Grzech                      | Tworki / Warszawa – 1942               |
| 4   | 2 maja 2010      | Żegota                      | Warszawa – 1942                        |
| 5   | 9 maja 2010      | Mury                        | Tarczyn / Warszawa – 1942              |
| 6   | 16 maja 2010     | Wirtuoz                     | Warszawa / Tarczyn – 1943              |
| 7   | 23 maja 2010     | "... ten ratuje cały świat" | Tarczyn / Warszawa – 1943              |